# Bebbia
Bebbia es un género de plantas fanerógamas perteneciente a la familia de las asteráceas. Comprende 14 especies descritas y de estas, solo 6 aceptadas.

## Descripción
Son arbustos aromáticos del suroeste de los Estados Unidos y el norte de México que lleva abundantes flores amarillas.

## Taxonomía
El género fue descrito por Franz Paula von Schrank y publicado en Bulletin of the California Academy of Sciences 1(4A): 179–181. 1886[1885].
Etimología
Bebbia: nombre genérico otorgado en honor del botánico estadounidense Michael Schuck Bebb.

## Especies aceptadas
A continuación se brinda un listado de las especies del género Bebbia aceptadas hasta julio de 2012, ordenadas alfabéticamente. Para cada una se indica el nombre binomial seguido del autor, abreviado según las convenciones y usos.
- Bebbia atriplicifolia 	(A.Gray) Greene	Bull. Calif. Acad. Sci. 1(4A): 181	1886 [1885]
- Bebbia juncea 	(Benth.) Greene	Bull. Calif. Acad. Sci. 1(4A): 180	1886 [1885][4]